# Nellie Bly
Nellie Bly (n. 5 mai 1864, Burrell Township⁠(d), Pennsylvania, SUA – d. 27 ianuarie 1922, New York City, New York, SUA) a fost pseudonimul jurnalistei americane Elizabeth Jane Cochran. Ea a rămas celebră pentru două realizări: un ocol al Pământului similar celui făcut în romanul lui Jules Verne de personajul Phileas Fogg, și un expozeu în care s-a prefăcut nebună pentru a studia din interior un ospiciu. Ea a fost și industriașă și a activat în organizații de caritate.

## Începutul carierei

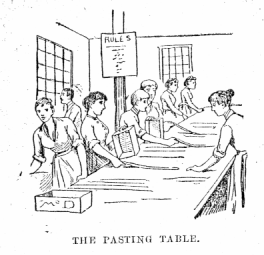
Nellie Bly lucrând într-o fabrică producătoare de cutii

S-a născut la 5 mai 1864 sub numele de Elizabeth Jane Cochran, în Cochran's Mills (astăzi în orașul Burrell, o suburbie a Pittsburgh-ului), comitatul Allegheny, Pennsylvania, la 16 km sud de Pittsburgh, lângă podul din burgul Jefferson. A fost poreclită „Pinky” pentru că în copilărie se îmbrăca în roz. Tatăl ei, Michael, a început ca muncitor de rând și morar. A cumpărat apoi moara în care lucra și tot pământul din jurul casei familiei. În cele din urmă a ajuns proprietar pe atât de mult pământ încât satul a ajuns să se numească Cochran's Mills (Morile lui Cochran). Mama ei, Mary Jane, a fost casnică și și-a crescut copiii, inclusiv pe cei ai soțului din căsătorii anterioare. În adolescență, Bly și-a schimbat numele de familie în Cochrane, adăugând un „e” la sfârșit, se pare, pentru a-l face mai sofisticat. A învățat un semestru la o școală cu internat, dar a renunțat din cauza lipsei banilor.
În 1880, Cochran s-a mutat cu familia ei la Pittsburgh. Redacția ce se ocupa de publicarea unor editoriale misogine în Pittsburgh Dispatch⁠(d) a angajat-o să scrie un editorial de răspuns adresat redactorului, semnat sub pseudonimul „Lonely Orphan Girl” („Orfana Singuratică”). Redactorul a fost atât de impresionat de inteligența și ardoarea cu care a fost scris articolul, încât a cerut ca autorul lui să fie angajat permanent. Când a aflat că autorul era o fată de 16 ani, el a vrut să se răzgândească, dar Cochrane l-a convins să o angajeze. Femeile-jurnalist foloseau la acea vreme pseudonime, iar pentru Cochran, redacția a ales numele de „Nellie Bly”, adoptat de la personajul ce a dat numele cântecului lui Stephen Foster.
Nellie Bly s-a concentrat la începutul activității de la Dispatch pe soarta femeilor muncitoare, scriind o serie de articole de investigație despre muncitoare. Presiunea editorială a împins-o însă către paginile pentru femei, în care se tratau subiecte de modă, societate și grădinărit, subiecte tratate de obicei de femeile jurnaliste din vremea respectivă. Nemulțumită de aceste îndatoriri, a luat inițiativa de a călători în Mexico în calitate de corespondent. La doar 21 de ani, a stat acolo aproape jumătate de an, relatând despre viața și obiceiurile mexicanilor; depeșele ei au fost publicate ulterior sub formă de carte sub titlul Șase luni în Mexic. Într-una din relatări, a protestat împotriva încarcerării unui ziarist local care criticase guvernul mexican, pe atunci condus dictatorial de Porfirio Díaz. Când au aflat despre relatarea lui Bly, autoritățile mexicane au amenințat că o vor aresta, determinând-o să plece din țară. Întoarsă acasă, l-a denunțat pe Díaz ca țar dictatorial care oprima poporul mexican și controla presa.

## Reportajul din ospiciu

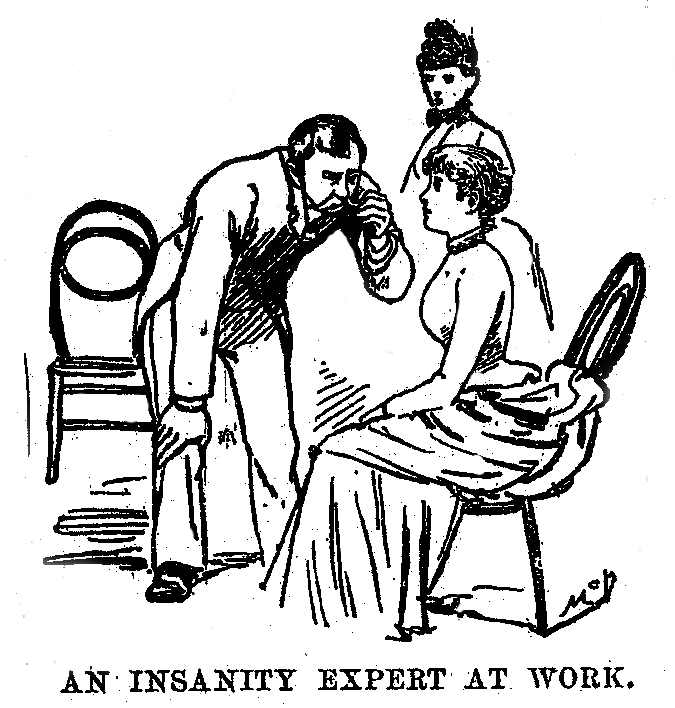
Nellie examinată de un psihiatru

Trimisă din nou să scrie recenzii de artă și de teatru, Bly a demisionat de la Pittsburgh Dispatch în 1887 și a plecat la New York City. A trăit patru luni în sărăcie, după care a reușit să obțină un post la ziarul lui Joseph Pulitzer, New York World⁠(d), și a început un proiect de reportaj de investigație în care a acceptat să se prefacă nebună pentru a ancheta zvonurile despre brutalitatea și neglijarea la care erau supuși pacienții din ospiciul pentru femei de pe Insula lui Blackwell.
După o noapte de exersare în fața oglinzilor a unor expresii faciale de nebună, s-a cazat la o pensiune de muncitori. A refuzat să se culce, spunându-le gazdelor că îi e frică de ei și că arată de parcă ar fi nebuni. Ei au hotărât rapid că ea era cea nebună și a doua zi au chemat poliția. În fața tribunalului, s-a prefăcut că are amnezie. Judecătorul a hotărât că ea fusese drogată.
A fost apoi examinată de mai mulți doctori, care au declarat-o cu toții nebună. „Categoric dementă”, a spus unul, „consider un caz incurabil. Trebuie pusă undeva unde se va avea grijă de ea.” Șeful pavilionului de nebuni de la Spitalul Bellevue a declarat-o „fără îndoială nebună”. Cazul „fetei frumoase nebune” a atras atenția mass-media: „Cine este această fată nebună?” se întreba New York Sun. The New York Times scria despre „misterioasa fată rătăcită” cu „privirea sălbatică și fugară în ochi”, și despre strigătul ei disperat: „Nu-mi amintesc! Nu-mi amintesc!”
Internată în ospiciu, Bly a fost martoră directă la condițiile de acolo. Hrana era formată dintr-un terci de roșii, carne stricată de vită, pâine care era doar puțin mai mult decât aluat uscat, și o apă murdară. Pacienții periculoși erau legați unii de alții cu funii. Pacienții erau puși să stea mare parte din zi pe bănci tari neapărați de frig. Locurile de mâncare erau pline de murdărie. Șobolanii umblau peste tot în spital. Apa de baie era rece și le era turnată în cap cu gălețile. Asistentele erau obraznice și agresive, cerându-le pacientelor să tacă și apoi bătându-le dacă nu se conformau. Din discuțiile cu celelalte paciente, Bly s-a convins că unele din ele erau perfect sănătoase. Ea scria despre efectele experienței sale:
| “ | Ce altceva, afară de tortură, ar produce nebunia mai repede ca acest tratament? Aici este o categorie de femei trimise să se vindece. Aș dori ca medicii experți care mă condamnă pentru acțiunea mea, care a demonstrat de ce sunt ei în stare, să ia o femeie perfect sănătoasă, să o oblige să tacă și să stea de la 6 a.m. până la 8 p.m. pe bănci tari, să nu o lase să vorbească și să se miște, să nu-i dea nimic de citit și să nu-i spună nimic din ce se întâmplă în lume, să-i dea mâncare stricată și s-o maltrateze, și apoi să vedem în cât timp înnebunește. În două luni ar deveni o epavă atât mental, cât și fizic. | ” |

| “ | Îmi clănțăneau dinții și îmi amorțiseră mâinile și picioarele de frig. Deodată, m-am trezit cu trei găleți de apă rece ca gheața…una în ochi, nas și gură. | ” |

După zece zile, Bly a fost externată din ospiciu, la cererea ziarului The World. Relatarea ei, publicată ulterior sub forma unei cărți intitulată Zece zile în casa de nebuni, au produs senzație și au făcut-o celebră. În timp ce medicii puși în lumina reflectoarelor se străduiau să explice cum de au putut fi păcăliți atâția profesioniști, un juriu a deschis o anchetă asupra condițiilor din ospiciu, invitând-o pe Bly să asiste. Relatarea juriului a recomandat schimbările propuse de ea, și cererile de creștere a fondurilor pentru îngrijirea bolnavilor mintal au dus la mărirea bugetului Departamentului de Îngrijire Publică și Corecții cu 850.000 de dolari. Juriul s-a asigurat că toate examinările se fac mai atent pentru ca doar cei cu adevărat nebuni să fie trimiși în ospiciu.

## În jurul lumii

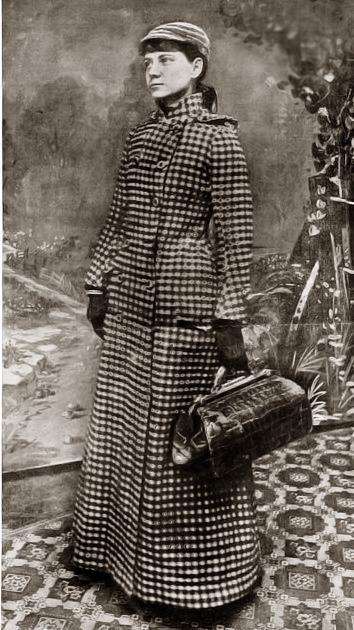
Fotografie publicitară realizată de ziarul ' pentru a promova călătoria lui Bly în jurul lumii.

În 1888, Bly a propus redactorului ei de la New York World să o trimită într-o călătorie în jurul lumii, încercând pentru prima oară să transpună în realitate acțiunea romanului Ocolul Pământului în 80 de zile. După un an, la ora 9:40 a.m. în dimineața zilei de 14 noiembrie 1889, anunțată doar cu două zile înainte, s-a îmbarcat pe Augusta Victoria, un vapor al companiei Hamburg America Line, și și-a început călătoria de 40.000 de kilometri.
A luat cu ea rochia pe care o purta, o haină groasă, câteva schimburi de lenjerie și o mică geantă de călătorie cu obiecte indispensabile.
Mare parte din banii ei (în total, 200 de lire în bancnote englezești și în aur, precum și niște dolari americani) îi purta într-un săculeț legat în jurul gâtului.
Ziarul newyorkez Cosmopolitan și-a sponsorizat și el o reporteriță, pe Elizabeth Bisland⁠(d), să obțină un timp mai bun ca Phileas Fogg și ca Bly. Bisland urma să călătorească în sens contrar în jurul lumii. Pentru a susține interesul pentru această poveste, The World a organizat concursul „Nellie Bly Guessing Match” în care cititorilor li s-a cerut să estimeze când va sosi Bly la precizie de o secundă, marele premiu fiind la început o excursie în Europa, la care după un timp s-au adăugat și bani de buzunar pentru călătorie.

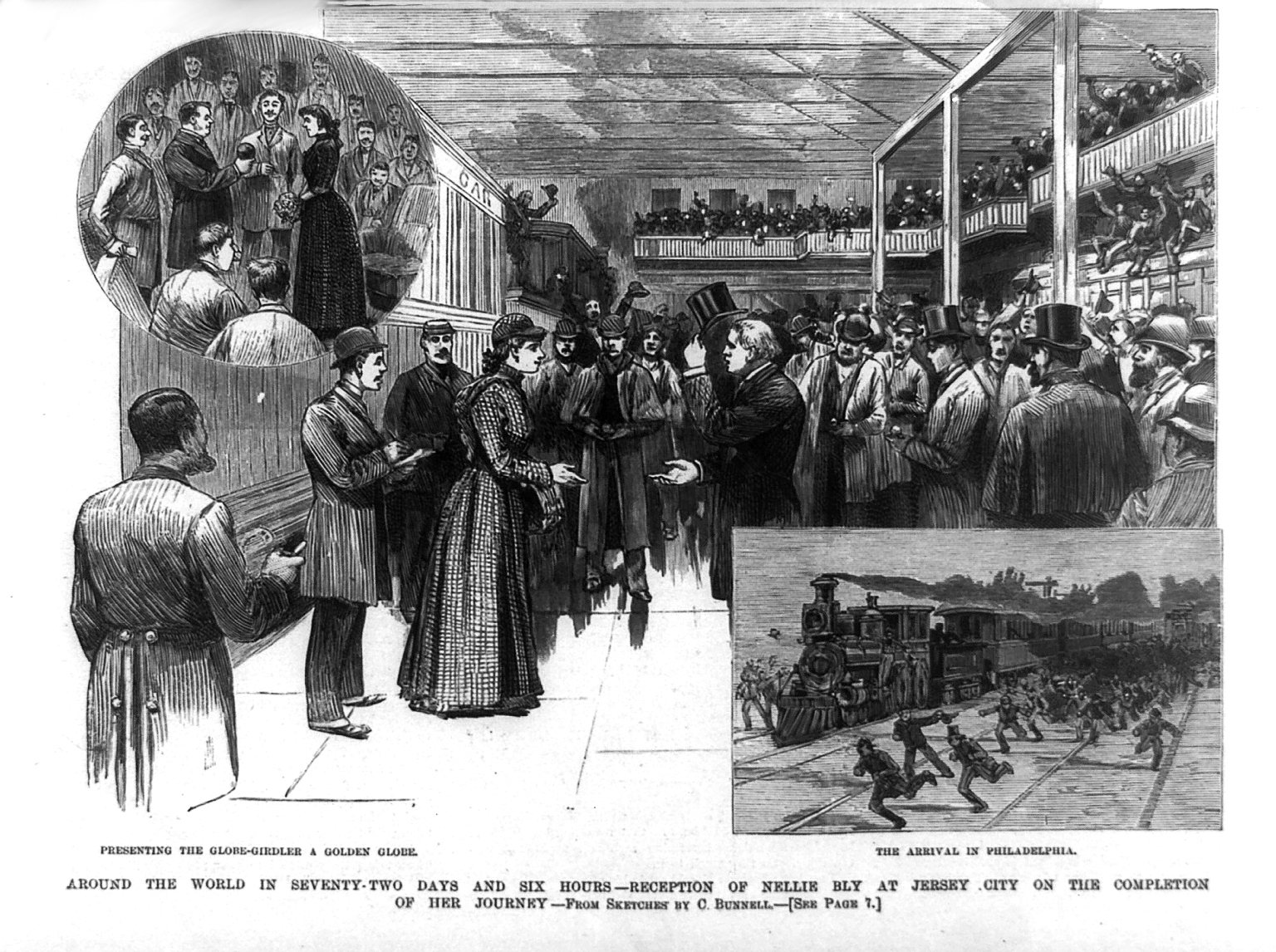
Gravură în lemn a recepţiei de la întoarcerea lui Nellie Bly în Jersey City, tipărită de ' la 8 februarie 1890.

În călătoria în jurul lumii, Bly a trecut prin Anglia, Franța (unde s-a întâlnit cu Jules Verne la Amiens), Brindisi, Canalul Suez, Colombo (Ceylon), Așezările Strâmtorilor — Penang⁠(d) și Singapore, prin Hong Kong și Japonia. Dezvoltarea rețelelor eficiente de cablu submarin și de telegraf electric i-a permis lui Bly să transmită scurte relatări, dar depeșele mai lungi a trebuit să fie trimise prin poștă și ajungeau cu câteva săptămâni întârziere.
Bly a călătorit cu vapoarele și pe calea ferată, ceea ce i-a produs probleme ocazionale, mai ales în porțiunea asiatică a drumului. În timpul acestor opriri, ea a vizitat o colonie de leproși din China și a cumpărat o maimuță din Singapore.
Ca urmare a vremii nefavorabile din timpul traversării Pacificului, ea a sosit la San Francisco pe vasul Oceanic al companiei White Star la 21 ianuarie, cu două zile întârziere. Pulitzer, proprietarul lui World, a comandat un tren particular⁠(d) să o aducă acasă, și a sosit în New Jersey la 25 ianuarie, la ora 3:51 p.m.
După șaptezeci și două de zile, șase ore, unsprezece minute și paisprezece secunde de la plecarea sa de la Hoboken, Bly a revenit în New York. Călătorise în jurul lumii aproape neînsoțită. În acel moment, Bisland era încă pe drum. Ca și Bly, pierduse o legătură și a trebuit să ia un vas vechi și lent (Bothina) în locul unuia mai rapid (Etruria). Călătoria lui Bly, la acea vreme, a constituit un record mondial, dar recordul a fost depășit după câteva luni de George Francis Train⁠(d), care a făcut călătoria în 67 de zile. Până în 1913, Andre Jaeger-Schmidt, Henry Frederick și John Henry Mears⁠(d) depășiseră succesiv recordul, ultimul făcând călătoria în mai puțin  de 36 de zile.

## După jurnalism

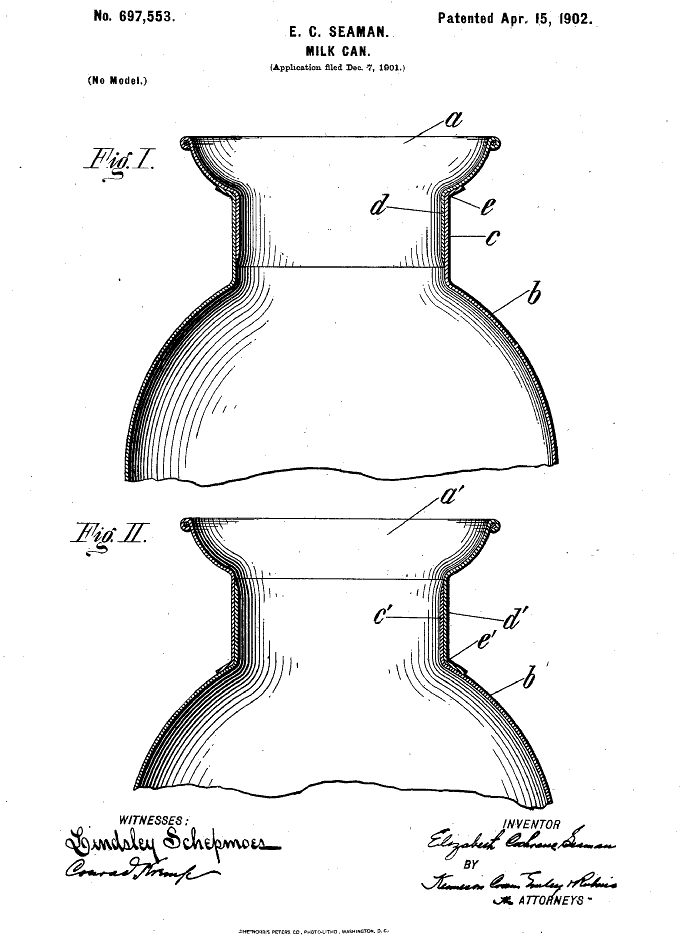
Brevetul pentru o canistră de lapte îmbunătăţită

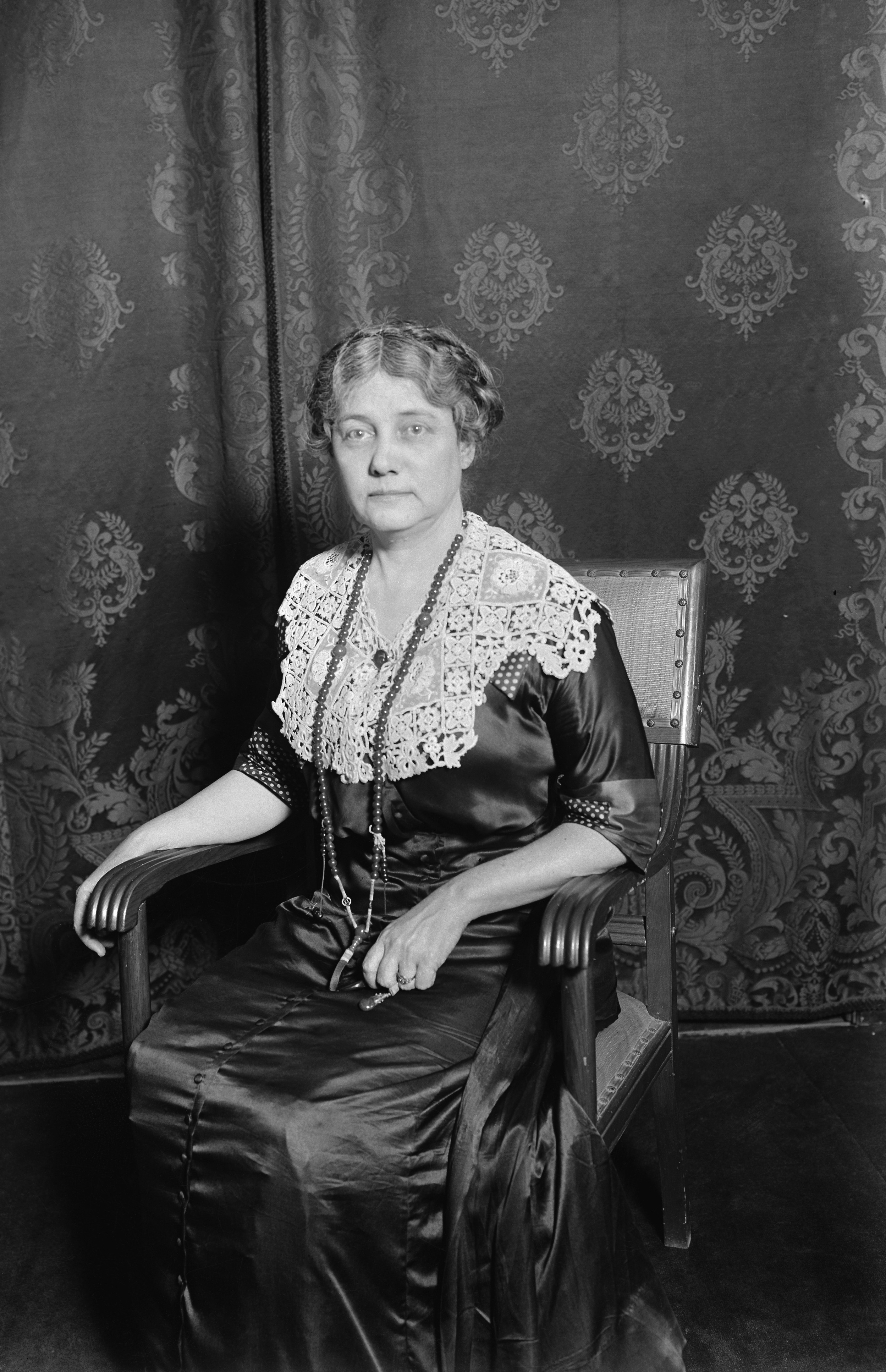
Nellie Bly în ultimii ani ai vieţii

În 1895, Nellie Bly s-a căsătorit cu industriașul milionar Robert Seaman⁠(d), care era cu 40 de ani mai în vârstă ca ea. S-a retras din activitatea jurnalistică și a devenit președinte al companiei Iron Clad Manufacturing Co., producător de canistre metalice de lapte și de boilere. În 1904, a rămas văduvă. În același an, Iron Clad a început să fabrice canistra de oțel care a rămas modelul butoiului metalic de 55 de galoane folosit încă în Statele Unite. Deși s-a afirmat că Nellie Bly ar fi inventat acest butoi, inventator este considerat a fi de fapt Henry Wehrhahn, care probabil că i-a cedat patentele (cu numerele 808.327 și 808.413). Nellie Bly a fost însă și ea inventatoare, primind patentul 697.553 pentru o canistră de lapte inovatoare și patentul 703.711 pentru un tomberon de gunoi, ambele înregistrate sub numele de Elizabeth Cochrane Seaman. O vreme, ea a fost una dintre cele mai importante femei-industriaș din Statele Unite, dar din cauza delapidării practicate de angajați, a ajuns în faliment. Obligată să-și reia cariera de reporteriță, a relatat de la evenimente cum ar fi convenția pentru dreptul de vot al femeilor din 1913, și relatări de pe Frontul de Est european din Primul Război Mondial.

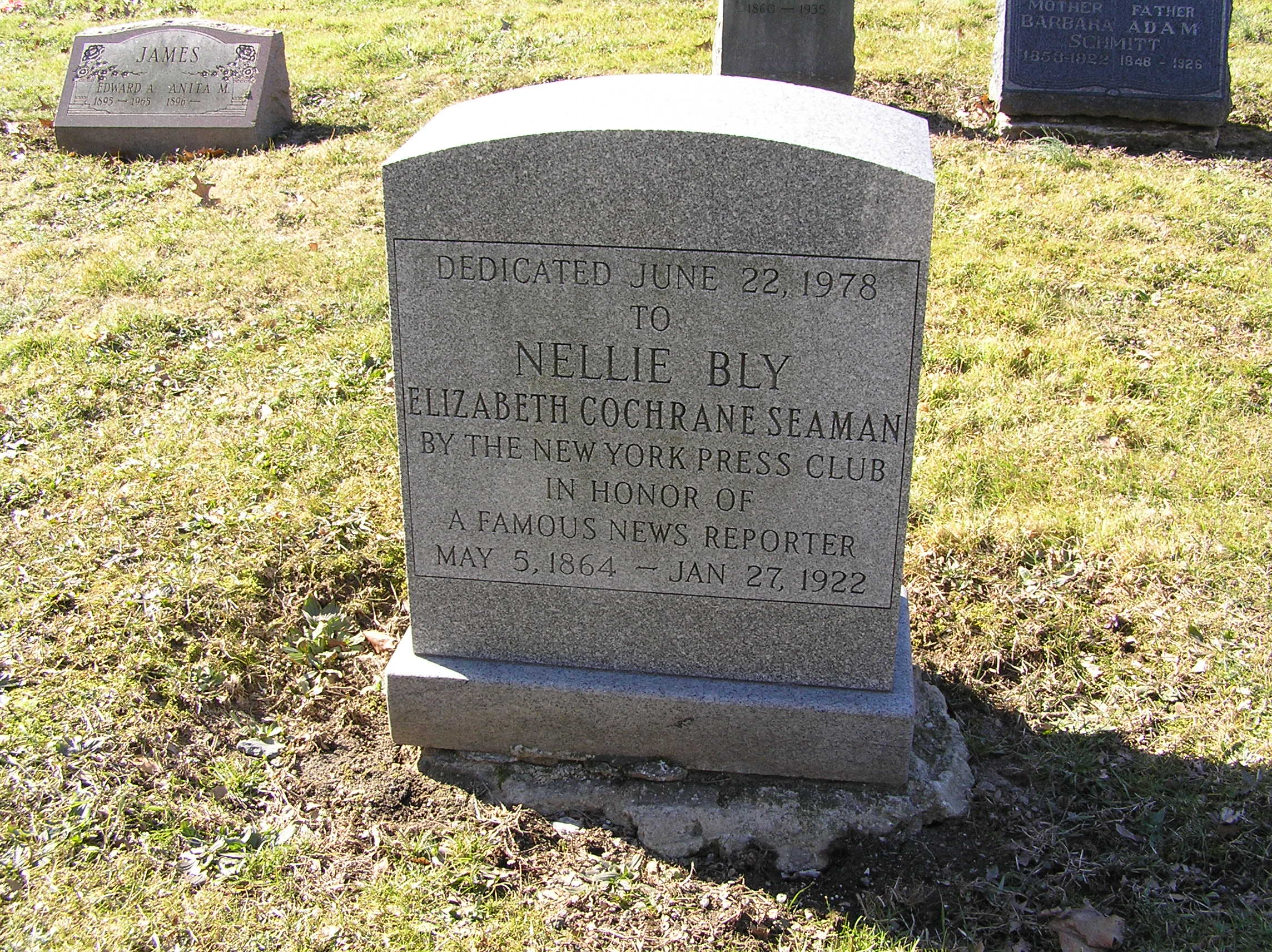
Mormântul lui Nellie Bly din cimitirul Woodlawn

În 1916, Nellie a primit un băiat a cărui mamă îi ceruse lui Nellie să aibă grijă de el și să se asigure că va fi adoptat. Copilul era nelegitim și ar fi fost discriminat pentru că era pe jumătate japonez. El a petrecut șase ani într-un orfelinat din Manhattan.
Nellie s-a îmbolnăvit spre finalul vieții și a cerut ca nepoata ei, Beatrice Brown, să aibă grijă de băiat și de alți câțiva nou-născuți de care se interesase ea. Interesul ei în orfelinate făcea parte din eforturile depuse pentru a îmbunătăți activitatea organizațiilor sociale din vremea respectivă.
A murit de pneumonie la spitalul St. Mark din New York City în 1922, la 57 de ani, și a fost înhumată într-un mormânt modest din cimitirul Woodlawn din Bronx.

## Moștenirea

### Reprezentări dramatice
- Bly a fost subiectul unui musical de pe Broadway din 1946 de Johnny Burke⁠(d) și Jimmy Van Heusen⁠(d).[34]
- În 1981, Linda Purl⁠(d) a jucat rolul lui Bly într-un film de televiziune intitulat The Adventures of Nellie Bly.[35]
- O relatare fictivă a călătoriei ei în jurul lumii a făcut parte din cartea de benzi desenate „Julie Walker is The Phantom” publicată de Moonstone Books (Story: Elizabeth Massie, art: Paul Daly, colors: Stephen Downer).[36]

### Denumite după ea
- Parcul de Distracție Nellie Bly din Brooklyn, New York City, a fost denumit la început după ea, și avea tema Ocolul Pământului în 80 de zile. Parcul a fost redeschis recent cu numele de „Adventurers Amusement Park”.
- De la începutul secolului al XX-lea și până în 1961, compania Pennsylvania Railroad⁠(d) a operat un tren expres între New York și Atlantic City cu numele Nellie Bly.
- The New York Press Club⁠(d) acordă anual premiul pentru jurnalism „Nellie Bly Cub Reporter” pentru cea mai bună realizare jurnalistică a unei persoane cu experiență de cel mult trei ani în domeniu.

### Alte recunoașteri
- În 1998, a fost introdusă în National Women's Hall of Fame⁠(d).[37]
- Nellie Bly a fost una dintre cele doar patru jurnaliste care au apărut în seria de timbre americane „Women in Journalism” în 2002.[38]
- Ancheta din ospiciul de pe Insula lui Blackwell a fost dramatizată într-un film 4-D din Teatrul Annenberg de la Newseum⁠(d) din Washington, DC.